# Natto

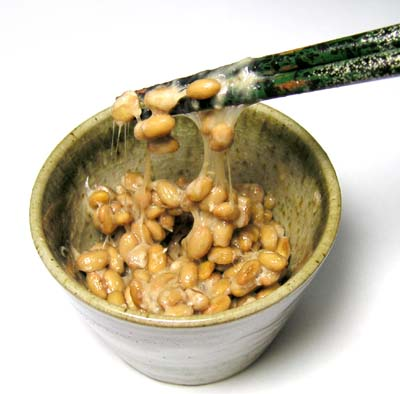
Natto

Nattō (なっとう eller 納豆) är ett traditionellt japanskt livsmedel som tillverkas av sojabönor som jäses med Bacillus subtilis var. natto.
Nattō äter man vanligtvis tillsammans med ris, japansk vårlök och karashi-senap. Den säregna, starka lukten och slemmiga konsistensen gör det till ett livsmedel som kan kräva en viss tillvänjningsperiod. I Japan är nattō särskilt populärt i regionerna Kanto, Tohoku och Hokkaido i östra och norra Japan.

## Utseende och smak
Nattō har en säregen smak som påminner om en blandning av skarp ost och ammoniak. Under fermenteringsprocessen får sojabönorna en hal, slemmig och trådig konsistens som förstärks när man rör om.

## Näringsinnehåll
100 g nattō innehåller 55,02 g vatten, 19,4 g protein, 11 g fett, 5,4 g kostfiber och 4,89 g socker.
Nattō är även rikt på flera vitaminer och mineraler såsom K-vitamin, C-vitamin, mangan och järn.